# 哲西町
哲西町（てっせいちょう）は、かつて岡山県の西北部（阿哲郡）にあった町である。広島県と境を接していた。現在は合併により新見市の一部となり、町役場は新見市役所哲西支局となっている。

## 地理
吉備高原の西部、中国山地の南部に位置し高原と山林で占められていた。中東部には西の尾瀬と呼ばれ、国の天然記念物に指定されている鯉ヶ窪湿原（鯉ヶ窪湿生植物群落）がある。

## 沿革
- 1889年（明治22年）6月1日 町村制施行。上神代村と矢田村が合併して哲多郡矢神村発足。畑木村・八鳥村・大竹村・大野部村が合併して哲多郡野馳村発足。
- 1900年（明治33年）4月1日 哲多郡が阿賀郡と合併したことにより、 阿哲郡矢神村・野馳村となる。
- 1955年（昭和30年）4月1日 矢神村・野馳村の2村が合併して町制を施行、哲西町となる。
- 2001年（平成13年）10月15日 町役場、内科診療所、歯科診療所、生涯学習センター、文化ホール、図書館、保健福祉センターを一体化した複合施設であるきらめき広場・哲西が落成。
- 2005年（平成17年）3月31日 新見市、阿哲郡大佐町・神郷町・哲多町との対等合併により新市制による新見市となる。

## 行政
- 哲西町役場（現・新見市役所哲西支局）
  - 野馳支所（2005年3月30日閉所）

## 教育
- 哲西町立矢神小学校
- 哲西町立野馳小学校
- 哲西町立哲西中学校

現在は各校とも新見市立

## 交通

### 鉄道
- 西日本旅客鉄道（JR西日本）
  - 芸備線 ： 市岡駅 - 矢神駅 - 野馳駅

### 道路
- 町内を走る高速道路 ： 中国自動車道
  - 最寄りのインターチェンジ ： 東城IC（広島県比婆郡東城町）
- 町内を走る一般国道 ： 国道182号
- 町内を走る県道
  - 岡山県道50号北房井倉哲西線
  - 岡山県道・広島県道108号大野部東城線
  - 岡山県道157号哲多哲西線
  - 岡山県道313号大野部備中線
  - 岡山県道409号大野部哲多線
- 道の駅
  - 鯉が窪

## 名所・旧跡・観光スポット・祭事・催事
- 鯉ヶ窪湿原
- 牧水二本松公園（若山牧水歌碑）
- 鯉が窪湿原まつり
- 哲西の太鼓田植え - 太鼓を打ち、田植え歌を歌いながら行う田植えのことであり、「はやし田植え」とも呼ばれる。毎年5月3日に哲西町はやし田植え保存会によって再現が行われている。2008年3月に岡山県の重要無形民俗文化財に指定された。